# Вероніка Розаті
Вероніка Розаті (пол. Weronika Anna Rosati; нар. 9 січня 1984 року, Варшава, ПНР) — польська акторка.

## Біографія
Вероніка Анна Розаті народилася 9 січня 1984 року у Варшаві в сім'ї польсько-італійського професора економіки та колишнього члена Європарламенту Даріуша Росаті (народжене ім'я Гаетано Даріо Росаті), та його дружини Терези, модельєра. У неї є брат який старший за неї на дванадцять років, Марцин. У 2000 році Вероніка дебютувала на польському телебаченні у серіалі «Клас на підборах» (Klasa na obcasach). Розаті продовжує працювати на польському телебаченні, а також акторка бере участь у кінематографічних проектах.

## Вибіркова фільмографія

### Фільми
- Іній (2017)
- Будинок (2008)

### Відеоігри
| Рік  | Назва      | Роль     | Примітки               |
| ---- | ---------- | -------- | ---------------------- |
| 2021 | The Medium | Маріанна | зовнішність персонажки |